# Tétrytol
Le tétrytol est un produit hautement explosif comprenant un mélange de tétryl et de TNT.

## Description
Typiquement, la proportion d'ingrédients (en poids) est de 65 %, 70 %, 75 % ou 80 % de tétryl à 35 %, 30 %, 25 % ou 20 % de TNT-tétryl eutectique, qui comprend elle-même 55 % de tétryl et 45 % de TNT. Le tétrytol est plus sensible que le TNT et moins sensible que le tétryl à l'impact. La vitesse de détonation des charges cylindriques non confinées (de 1 pouce, soit 2,54 cm de diamètre) du tétrytol est comprise entre 7 290  et   7 410 m/s avec une moyenne de 7 350 m/s pour le tétrytol 75/25 et de 7 340 m/s pour le tétrytol 65/35. À des fins de comparaison, des charges cylindriques de TNT pure coulée de dimensions similaires exploseraient à une vitesse comprise entre 6 680  et   6 990 m/s.

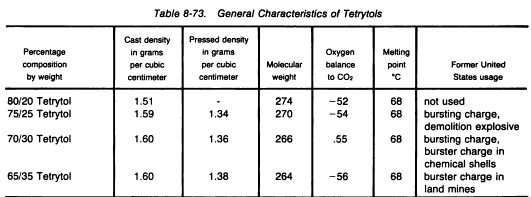
Caractéristiques des tétrytols.

Les applications du tétrytol sont généralement de nature militaire, par exemple des tubes de décharge pour armes chimiques (par exemple des obus d'agent neurotoxique), des blocs d’explosifs de démolition et de charge creuse.
Le tétrytol sec est compatible avec le cuivre, le laiton, l'aluminium, le magnésium, l'acier inoxydable, l'acier doux revêtu de peinture anti-acide et l'acier doux plaqué de cuivre, de cadmium, de zinc ou de nickel. Les alliages de magnésium et d'aluminium sont légèrement affectés par le tétrytol sec. Le tétrytol humide est compatible avec l'acier inoxydable et l'acier doux revêtu d'une peinture noire résistant aux acides. Le tétrytol humide affecte légèrement le cuivre, le laiton, l'aluminium, le magnésium, les alliages magnésium-aluminium, l'acier doux et l'acier doux plaqué de cadmium, de cuivre, de zinc ou de nickel.
Stocké en dessous de 65 °C, la stabilité, la teneur en acide, la sensibilité ou la brisance du tétrytol ne sont pas modifiées. Cependant, les températures supérieures à 65 °C permettent la formation d'un extrudat huileux et la distorsion des blocs. Bien que le tétryl subisse une décomposition partielle lors de la fusion, la fusion du tétrytol n'a pas le même effet. Même lorsque le tétrytol est fondu et solidifié plusieurs fois, il ne provoque aucun changement du point de congélation, de la sensibilité aux impacts ou aux valeurs de test de stabilité au vide à 100 °C.
Cependant, les États-Unis ont arrêté l'utilisation de tétrytol en raison de l'exsudation et de la faible stabilité aux températures de stockage élevées.